# The Lost Get Found
The Lost Get Found es el segundo álbum de estudio de Britt Nicole. Salió al mercado el 11 de agosto de 2009. Canciones como The lost get found y Walk on the Water se posicionaron en los primeros lugares en los Billboard Cristianos.

## Lista de canciones
| #  | Título de la canción  | Productor                                   | Duración |
| -- | --------------------- | ------------------------------------------- | -------- |
| 1  | "The Lost Get Found"  | Britt Nicole, Ben Glover                    | 3:25     |
| 2  | "How We Roll"         | Britt Nicole, Adam Smith                    | 3:12     |
| 3  | "Safe"                | Britt Nicole, Jason Ingram, Joy Williams    | 3:22     |
| 4  | "Hanging On"          | Britt Nicole, Jason Ingram, Andrew Fromm    | 3:25     |
| 5  | "HeadPhones"          | Britt Nicole, Joshua Crosby                 | 3:41     |
| 6  | "Welcome To The Show" | Britt Nicole, Joshua Crosby                 | 3:22     |
| 7  | "Walk on the Water"   | Britt Nicole, Joshua Crosby, Dan Muckala    | 3:50     |
| 8  | "Glow"                | Britt Nicole, Joshua Crosby, Nick Baumhardt | 3:01     |
| 9  | "Like A Star"         | Britt Nicole, Adam Smith                    | 3:53     |
| 10 | "Feel The Light"      | Britt Nicole, Adam Smith, Tim Holt          | 3:39     |
| 11 | "Have Your Way"       | Britt Nicole, Josiah Bell                   | 3:39     |

## Sencillos

### Álbum
| Chart (2009)         | Peak position |
| -------------------- | ------------- |
| Billboard 200        | 62            |
| Hot Christian Albums | 1             |

### Canciones
| Year | Sencillo             | Chart                          | Peak position |
| ---- | -------------------- | ------------------------------ | ------------- |
| 2009 | "The Lost Get Found" | Billboard Hot Christian Songs  | 8             |
| 2009 | "Headphones"         | Cross Rhythms Weekly UK Charts | 2             |
| 2009 | "Walk on the Water"  | Billboard Hot Christian Songs  | 17            |
| 2010 | "Hanging On"         | Billboard Hot Christian Songs  | 24            |
| 2010 | "Safe"               | Cross Rhythms Weekly UK Charts | 3             |